# GE Money Bank
GE Money Bank SA (d. Solidarność Chase DT Bank SA, GE Capital Bank SA) – polski bank komercyjny z siedzibą w Gdańsku działający w latach 1991–2010.

## Historia
Historia banku sięga 1991, w którym powstał Solidarność Chase DT Bank SA z siedzibą w Gdańsku, którego prezesem był Jacek Merkel. Bank został założony przez Fundusz Gospodarczy NSZZ Solidarność oraz obywatela amerykańskiego Davida T. Chase. W 1995 bank został zakupiony przez General Electric i jego nazwa uległa zmianie na GE Capital Bank SA.
W 2004 bank został połączony z bankiem hipotecznym pod nazwą GE Bank Mieszkaniowy SA z siedzibą w Warszawie, a nowy bank otrzymał nazwę GE Money Bank SA, zgodnie z ówczesną strategią grupy kapitałowej na świecie. Siedzibą połączonego banku został Gdańsk.
W 2010 roku bank został połączony z Bankiem BPH, którego akcje grupa General Electric zakupiła w 2007. Połączony bank pozostał przy marce BPH.